# Sevyn Streeter
Amber Denise Streeter (Haines City, Flórida, Estados Unidos em 7 de Julho de 1986), conhecida pelo nome artístico dela Sevyn Streeter, é uma artista e cantora norte-americana, mais conhecida por ser um membro dos grupos femininos TG4 e RichGirl onde ela é conhecida como Se7en. Em 2012, ela mudou o nome artístico dela para Sevyn Streeter. Ela tinha escrito canções para artistas tais como Chris Brown, Brandy, Kelly Rowland, Alicia Keys, Fantasia, Trey Songz,  Ariana Grande e Tamar Braxton. Atualmente assinou contrato com a Atlantic Records, o EP de estréia dela intitulado Call Me Crazy, But... foi lançado em 3 de dezembro de 2013.

## Discografia
EPs
| Call Me Crazy, But... | - Lançamento: 3 de dezembro de 2013 - Gravadora: Atlantic - Formatos: CD, digital download | 7 | 3 | 2 |

### Singles
| "I Like It"                                                                                        | 2012 | —   | 45 | 19 |              | Single nõa para álbum |
| "It Won't Stop" (participando Chris Brown)                                                         | 2013 | 30  | 9  | 4  | - RIAA: Ouro | Call Me Crazy, But... |
| "nEXt (Remix)" (participando Kid Ink)                                                              | 2014 | 123 | 39 | 19 |              | Call Me Crazy, But... |
| "—" denota um título que não obteve registros nos gráficos, ou não foi lançado naquele território. |      |     |    |    |              |                       |